# Herrenhaus Speck
Das Herrenhaus Speck (polnisch Pałac w Mostach) ist ein Herrenhaus im pommerschen Dorf Mosty (deutsch Speck) bei Goleniów, Woiwodschaft Westpommern in Polen.

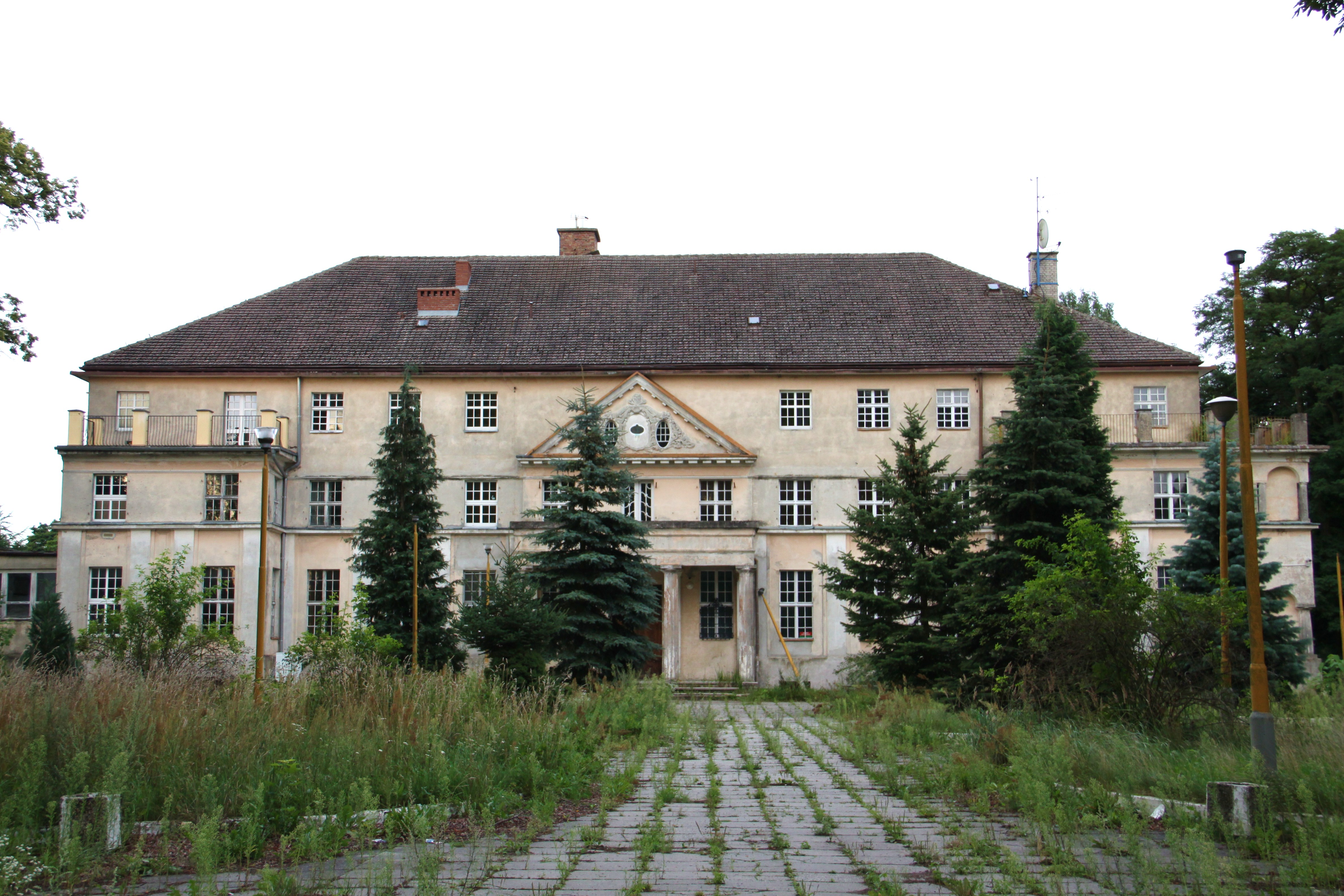
Herrenhaus Speck

## Geschichte
Für 1302 ist eine Burg der Visen belegt. 1802 ist ein Gutshaus der Flemming beschrieben, das ein eingeschossiges Gebäude war. 1830 ließ Karbe ein neues Gutshaus errichten. Der heutige Bau  geht auf das Jahr 1910 zurück und wurde nach Plänen von Korff errichtet. Nach Vertreibung aller Deutschen aus der Region nutzte die polnische Armee, danach Umsiedler und ab 1947 eine Staatsgut (PGR) das Anwesen. 1956 wurde der Bau von der pommerschen Volksuniversität genutzt, danach zog ein Waieneheim ein. Der Bau wurde 1973–1978 erheblich verändert.

## Bauwerk
Der Rechteckbau steht östlich der Straße von Speck nach Jakobsdorf (Danowo) in nordsüdlicher Richtung. Die Eingangsfassade zeigt nach Westen, an der Nordseite befindet sich ein quadratischer Wirtschaftsflügel.  Der ursprünglich zweigeschossige Bau erhielt 1970er Jahren ein drittes Geschoss und ein Walmdach. Die 13-achsige Westfassade orientiert sich an französischen Barockanlagen. Zwei zweiachsige zweigeschossige Risalite betonen die Ecken. Die Mitte der Fassade hat einen dreiachsigen Scheinrisalit mit Säulenportikus. Das hohe piano nobile an der Westseite wird durch Lisene gegliedert. Die neunachsige Südfassade flankieren Eckrisalite, die mit Terrassen bekrönt sind. Die Ostfassade hat historisierenden Risalite und Loggien. An der Ostecke befindet sich ein zweigeschossiger Aussichtsturm. Der Gutspark ist wesentlich älter als das Herrenhaus.

## Nachweise
Jozef Kazaniecki, Mosty/Speck, Reihe: Schlösser und Gärten in der Wojewodschaft Westpommern, Heft 7
Koordinaten: 53° 32′ 35,3″ N, 14° 57′ 27,7″ O